# Claudia Coppola
Claudia Coppola (* 4. Dezember 1994) ist eine ehemalige italienische Tennisspielerin.

## Karriere
Coppola, die laut ITF-Profil am liebsten auf Hartplätzen spielt, begann im Alter von fünf Jahren mit dem Tennissport. Sie spielt vorrangig auf dem ITF Women’s Circuit, konnte dort aber noch keinen Turniersieg erringen.
Auf der WTA Tour erhielt sie für die Qualifikation zu den Nürnberger Gastein Ladies 2013 eine Wildcard, verlor dort aber bereits in der ersten Runde gegen Anna Zaja glatt in zwei Sätzen mit 2:6 und 1:6. Bei den BGL BNP Paribas Luxembourg Open 2014 startete sie ebenfalls mit einer Wildcard in der Qualifikation, unterlag dort in der ersten Runde Ons Jabeur ebenfalls mit 2:6 und 1:6. Bei den BGL BNP Paribas Luxembourg Open 2015 startete sie in der Qualifikation im Einzel sowie im Hauptfeld im Doppel. Im Einzel unterlag sie bereits in der ersten Runde Tereza Smitková mit 4:6 und 2:6. 2016 konnte sie bislang noch kein zählbares Ergebnis erzielen und rutschte in den Weltranglisten unter die Top-1000 ab.
Ihr letztes internationale Turnier spielte Coppola im Februar 2020. Im selben Monat beendete sie ihre Karriere.